# سالاش تسرنوبارسکی
سالاش تسرنوبارسکی (به صربی: Salaš Crnobarski) یک منطقهٔ مسکونی در صربستان است که در بوگاتیچ واقع شده‌است.